# Sarcophaga emeishanensis
Sarcophaga emeishanensis är en tvåvingeart som först beskrevs av Ye och Ni 1981.  Sarcophaga emeishanensis ingår i släktet Sarcophaga och familjen köttflugor. Inga underarter finns listade i Catalogue of Life.